# مزارع الخوري
مزارع الخوري  ، هي أراضي زراعية مُهجرة جنوب سهل الحولة وكانت مطلة على بحيرة طبريا في قضاء صفد ، كانت مملوكة لعائلة أسعد أفندي الخوري العضو في المحكمة النظامية وعضو مجلس إدارة القضاء ،استولى عليها العصابات الصهيونية ودُمرت في 30 أكتوبر 1956 ، كان يُزرع بها أشجار الحمضيات ويعمل بها مزارعون القرى المجاورة

## الاستيلاء على المزارع
في حرب 1948 ،تم الاستيلاء على القرية من قِبل العصابات الصهيونية ، استرجعها الجيش السوري لاحقًا أكثر من مرة ، عند توقيع الهدنة بين الطرفين كانت المزارع تندرج من ضمن المناطق منزوعة السلاح المحددة في الاتفاقية ، ليتم لاحقًا احتلال جميع المناطق المنزوعة السلاح بما فيهم مزارع خوري